# Hopea coriacea
Hopea coriacea Burck è una pianta della famiglia Dipterocarpaceae.

## Distribuzione e habitat
È presente nella penisola Malese e nel Borneo.
Cresce su basse colline o creste montuose.

## Conservazione
La Lista rossa IUCN classifica Hopea coriacea come specie in pericolo critico di estinzione (Critically Endangered).